# (7476) Ogilsbie
(7476) Ogilsbie (1993 GE) – planetoida z pasa głównego asteroid okrążająca Słońce w ciągu 5,58 lat w średniej odległości 3,15 j.a. Odkryta 14 kwietnia 1993 roku.